# Hieronim Alojzy Żaba
Hieronim Alojzy Żaba herbu Kościesza (zm. w 1723 roku) – podkomorzy nowogródzki w 1720 roku, podczaszy nowogródzki w 1714 roku, stolnik mścisławski w latach 1696-1714.
Jako deputat podpisał  pacta conventa Augusta II Mocnego w 1697 roku.